# Critério do Dauphiné de 2019
A 71.ª edição do Critério do Dauphiné foi uma carreira de ciclismo de estrada por etapas que se celebrou entre 9 e 16 de junho de 2019 com início na cidade de Aurillac (França) e final na cidade de Champéry (Suíça). O percurso constou de um total de 8 etapas sobre uma distância total de 1 202,1 km.
A carreira foi parte do circuito UCI World Tour de 2019 dentro da categoria 2.uwT. O vencedor final foi o dinamarquês Jakob Fuglsang da Astana seguido do estadounidense Tejay van Garderen da EF Education First e o alemão Emanuel Buchmann da Bora-Hansgrohe.

## Equipas participantes
Tomaram a partida um total de 22 equipas, dos quais 18 são de categoria UCI World Team e 4 Profissional Continental quem conformaram um pelotão de 154 ciclistas dos quais terminaram 106. As equipas participantes são:
| Equipes WorldTeam (18)- AG2R La Mondiale - Astana - Bahrain-Merida - Bora-hansgrohe - CCC Team - Deceuninck-Quick Step - EF Education First - Groupama-FDJ - Katusha-Alpecin - Lotto Soudal - Mitchelton-Scott - Movistar Team - Team Sunweb - Dimension Data - Ineos - Team Jumbo-Visma - Trek-Segafredo - UAE Team Emirates Equipes profissionais Continentais (4)- Cofidis, Solutions Crédits - Arkéa-Samsic - Vital Concept-B&B Hotels - Wanty-Groupe Gobert |
| |

## Percorrido
O Critérium do Dauphiné dispôs de oito etapas para um percurso total de 1 202,1 quilómetros, dividido numa etapa plana, quatro etapas em media montanha, uma contrarrelógio individual e duas etapas de montanha com final em alto no Les Sept Laux.
| Etapa | Data    | Percurso                                 | type                      | Distância (km) | Vencedor             | Líder geral          |
| ----- | ------- | ---------------------------------------- | ------------------------- | -------------- | -------------------- | -------------------- |
| 1     | 9 jun.  | Aurillac – Jussac                        | etapa escarpada           | 142            | Edvald Boasson Hagen | Edvald Boasson Hagen |
| 2     | 10 jun. | Mauriac – Craponne-sur-Arzon             | etapa escarpada           | 180            | Dylan Teuns          | Dylan Teuns          |
| 3     | 11 jun. | Le Puy-en-Velay – Riom                   | etapa escarpada           | 172            | Sam Bennett          | Dylan Teuns          |
| 4     | 12 jun. | Roanne – Roanne                          | contrarrelógio individual | 26,1           | Wout van Aert        | Adam Yates           |
| 5     | 13 jun. | Boën-sur-Lignon – Voiron                 | etapa plana               | 201            | Wout van Aert        | Adam Yates           |
| 6     | 14 jun. | Saint-Vulbas – Saint-Michel-de-Maurienne | média montanha            | 229            | Julian Alaphilippe   | Adam Yates           |
| 7     | 15 jun. | Saint-Genix-les-Villages – Les sept Laux | alta montanha             | 133,5          | Wout Poels           | Jakob Fuglsang       |
| 8     | 16 jun. | Cluses – Champéry                        | média montanha            | 113,5          | Dylan van Baarle     | Jakob Fuglsang       |

## Desenvolvimento da carreira

### 1.ª etapa
| Aurillac - Jussac | etapa escarpada | (142 km) |

| \| Classificação por etapas \| Classificação por etapas \| Classificação por etapas \| Classificação por etapas \| Classificação por etapas \| \| Ciclista \| Ciclista \| Equipe \| Tempo \| \| \| ------------------------ \| ------------------------ \| ------------------------ \| ------------------------ \| ------------------------ \| \| 1. \| Edvald Boasson Hagen \| Dimension Data \| 3h24m33s \| \| \| 2. \| Philippe Gilbert \| Deceuninck-Quick Step \| + 0s \| \| \| 3. \| Wout van Aert \| Team Jumbo-Visma \| + 0s \| \| \| 4. \| Nils Politt \| Katusha-Alpecin \| + 0s \| \| \| 5. \| Gregor Mühlberger \| Bora-Hansgrohe \| + 0s \| \| \| 6. \| Sonny Colbrelli \| Bahrain-Merida \| + 0s \| \| \| 7. \| Jonas Koch \| CCC Team \| + 0s \| \| \| 8. \| Alexey Lutsenko \| Astana \| + 0s \| \| \| 9. \| Benoît Cosnefroy \| AG2R La Mondiale \| + 0s \| \| \| 10. \| Michał Kwiatkowski \| Team Ineos \| + 0s \| \| |                      |                       |          |
| |                      |                       |          |
| Fonte: ProCyclingStats |                      |                       |          |
| Classificação por etapas |                      |                       |          |
| Ciclista | Ciclista             | Equipe                | Tempo    |
| 1. | Edvald Boasson Hagen | Dimension Data        | 3h24m33s |
| 2. | Philippe Gilbert     | Deceuninck-Quick Step | + 0s     |
| 3. | Wout van Aert        | Team Jumbo-Visma      | + 0s     |
| 4. | Nils Politt          | Katusha-Alpecin       | + 0s     |
| 5. | Gregor Mühlberger    | Bora-Hansgrohe        | + 0s     |
| 6. | Sonny Colbrelli      | Bahrain-Merida        | + 0s     |
| 7. | Jonas Koch           | CCC Team              | + 0s     |
| 8. | Alexey Lutsenko      | Astana                | + 0s     |
| 9. | Benoît Cosnefroy     | AG2R La Mondiale      | + 0s     |
| 10. | Michał Kwiatkowski   | Team Ineos            | + 0s     |

| \| Classificação geral \| Classificação geral \| Classificação geral \| Classificação geral \| Classificação geral \| \| Ciclista \| Ciclista \| Equipe \| Tempo \| \| \| ------------------- \| -------------------- \| --------------------- \| ------------------- \| ------------------- \| \| 1. \| Edvald Boasson Hagen \| Dimension Data \| 3h24m33s \| \| \| 2. \| Philippe Gilbert \| Deceuninck-Quick Step \| + 4s \| \| \| 3. \| Wout van Aert \| Team Jumbo-Visma \| + 6s \| \| \| 4. \| Nils Politt \| Katusha-Alpecin \| + 10s \| \| \| 5. \| Gregor Mühlberger \| Bora-Hansgrohe \| + 10s \| \| \| 6. \| Sonny Colbrelli \| Bahrain-Merida \| + 10s \| \| \| 7. \| Jonas Koch \| CCC Team \| + 10s \| \| \| 8. \| Alexey Lutsenko \| Astana \| + 10s \| \| \| 9. \| Benoît Cosnefroy \| AG2R La Mondiale \| + 10s \| \| \| 10. \| Michał Kwiatkowski \| Team Ineos \| + 10s \| \| |                      |                       |          |
| |                      |                       |          |
| Fonte: ProCyclingStats |                      |                       |          |
| Classificação geral |                      |                       |          |
| Ciclista | Ciclista             | Equipe                | Tempo    |
| 1. | Edvald Boasson Hagen | Dimension Data        | 3h24m33s |
| 2. | Philippe Gilbert     | Deceuninck-Quick Step | + 4s     |
| 3. | Wout van Aert        | Team Jumbo-Visma      | + 6s     |
| 4. | Nils Politt          | Katusha-Alpecin       | + 10s    |
| 5. | Gregor Mühlberger    | Bora-Hansgrohe        | + 10s    |
| 6. | Sonny Colbrelli      | Bahrain-Merida        | + 10s    |
| 7. | Jonas Koch           | CCC Team              | + 10s    |
| 8. | Alexey Lutsenko      | Astana                | + 10s    |
| 9. | Benoît Cosnefroy     | AG2R La Mondiale      | + 10s    |
| 10. | Michał Kwiatkowski   | Team Ineos            | + 10s    |

### 2.ª etapa
| Mauriac - Craponne-sur-Arzon | etapa escarpada | (180 km) |

| \| Classificação por etapas \| Classificação por etapas \| Classificação por etapas \| Classificação por etapas \| Classificação por etapas \| \| Ciclista \| Ciclista \| Equipe \| Tempo \| \| \| ------------------------ \| ------------------------ \| ------------------------ \| ------------------------ \| ------------------------ \| \| 1. \| Dylan Teuns \| Bahrain-Merida \| 4h12m41s \| \| \| 2. \| Guillaume Martin \| Wanty-Gobert \| + 0s \| \| \| 3. \| Jakob Fuglsang \| Astana \| + 13s \| \| \| 4. \| Thibaut Pinot \| Groupama-FDJ \| + 13s \| \| \| 5. \| Michael Woods \| EF Education First \| + 13s \| \| \| 6. \| Alexey Lutsenko \| Astana \| + 13s \| \| \| 7. \| Petr Vakoč \| Deceuninck-Quick Step \| + 13s \| \| \| 8. \| Nairo Quintana \| Movistar Team \| + 13s \| \| \| 9. \| Wout Poels \| Team Ineos \| + 13s \| \| \| 10. \| Adam Yates \| Mitchelton-Scott \| + 13s \| \| |                  |                       |          |
| |                  |                       |          |
| Fonte: ProCyclingStats |                  |                       |          |
| Classificação por etapas |                  |                       |          |
| Ciclista | Ciclista         | Equipe                | Tempo    |
| 1. | Dylan Teuns      | Bahrain-Merida        | 4h12m41s |
| 2. | Guillaume Martin | Wanty-Gobert          | + 0s     |
| 3. | Jakob Fuglsang   | Astana                | + 13s    |
| 4. | Thibaut Pinot    | Groupama-FDJ          | + 13s    |
| 5. | Michael Woods    | EF Education First    | + 13s    |
| 6. | Alexey Lutsenko  | Astana                | + 13s    |
| 7. | Petr Vakoč       | Deceuninck-Quick Step | + 13s    |
| 8. | Nairo Quintana   | Movistar Team         | + 13s    |
| 9. | Wout Poels       | Team Ineos            | + 13s    |
| 10. | Adam Yates       | Mitchelton-Scott      | + 13s    |

| \| Classificação geral \| Classificação geral \| Classificação geral \| Classificação geral \| Classificação geral \| \| Ciclista \| Ciclista \| Equipe \| Tempo \| \| \| ------------------- \| ------------------- \| ------------------- \| ------------------- \| ------------------- \| \| 1. \| Dylan Teuns \| Bahrain-Merida \| 7h37m03s \| \| \| 2. \| Guillaume Martin \| Wanty-Gobert \| + 3s \| \| \| 3. \| Jakob Fuglsang \| Astana \| + 20s \| \| \| 4. \| Alexey Lutsenko \| Astana \| + 21s \| \| \| 5. \| Nairo Quintana \| Movistar Team \| + 24s \| \| \| 6. \| Michael Woods \| EF Education First \| + 24s \| \| \| 7. \| Wout Poels \| Team Ineos \| + 24s \| \| \| 8. \| Chris Froome \| Team Ineos \| + 24s \| \| \| 9. \| Thibaut Pinot \| Groupama-FDJ \| + 24s \| \| \| 10. \| Adam Yates \| Mitchelton-Scott \| + 24s \| \| |                  |                    |          |
| |                  |                    |          |
| Fonte: ProCyclingStats |                  |                    |          |
| Classificação geral |                  |                    |          |
| Ciclista | Ciclista         | Equipe             | Tempo    |
| 1. | Dylan Teuns      | Bahrain-Merida     | 7h37m03s |
| 2. | Guillaume Martin | Wanty-Gobert       | + 3s     |
| 3. | Jakob Fuglsang   | Astana             | + 20s    |
| 4. | Alexey Lutsenko  | Astana             | + 21s    |
| 5. | Nairo Quintana   | Movistar Team      | + 24s    |
| 6. | Michael Woods    | EF Education First | + 24s    |
| 7. | Wout Poels       | Team Ineos         | + 24s    |
| 8. | Chris Froome     | Team Ineos         | + 24s    |
| 9. | Thibaut Pinot    | Groupama-FDJ       | + 24s    |
| 10. | Adam Yates       | Mitchelton-Scott   | + 24s    |

### 3.ª etapa
| Le Puy-en-Velay - Riom | etapa escarpada | (172 km) |

| \| Classificação por etapas \| Classificação por etapas \| Classificação por etapas \| Classificação por etapas \| Classificação por etapas \| \| Ciclista \| Ciclista \| Equipe \| Tempo \| \| \| ------------------------ \| ------------------------ \| ------------------------ \| ------------------------ \| ------------------------ \| \| 1. \| Sam Bennett \| Bora-Hansgrohe \| 4h15m25s \| \| \| 2. \| Wout van Aert \| Team Jumbo-Visma \| + 0s \| \| \| 3. \| Davide Ballerini \| Astana \| + 0s \| \| \| 4. \| Clément Venturini \| AG2R La Mondiale \| + 0s \| \| \| 5. \| Edward Theuns \| Trek-Segafredo \| + 0s \| \| \| 6. \| Edvald Boasson Hagen \| Dimension Data \| + 0s \| \| \| 7. \| Álvaro Hodeg \| Deceuninck-Quick Step \| + 0s \| \| \| 8. \| Jens Debusschere \| Katusha-Alpecin \| + 0s \| \| \| 9. \| Luka Mezgec \| Mitchelton-Scott \| + 0s \| \| \| 10. \| Bjorg Lambrecht \| Lotto-Soudal \| + 0s \| \| |                      |                       |          |
| |                      |                       |          |
| Fonte: ProCyclingStats |                      |                       |          |
| Classificação por etapas |                      |                       |          |
| Ciclista | Ciclista             | Equipe                | Tempo    |
| 1. | Sam Bennett          | Bora-Hansgrohe        | 4h15m25s |
| 2. | Wout van Aert        | Team Jumbo-Visma      | + 0s     |
| 3. | Davide Ballerini     | Astana                | + 0s     |
| 4. | Clément Venturini    | AG2R La Mondiale      | + 0s     |
| 5. | Edward Theuns        | Trek-Segafredo        | + 0s     |
| 6. | Edvald Boasson Hagen | Dimension Data        | + 0s     |
| 7. | Álvaro Hodeg         | Deceuninck-Quick Step | + 0s     |
| 8. | Jens Debusschere     | Katusha-Alpecin       | + 0s     |
| 9. | Luka Mezgec          | Mitchelton-Scott      | + 0s     |
| 10. | Bjorg Lambrecht      | Lotto-Soudal          | + 0s     |

| \| Classificação geral \| Classificação geral \| Classificação geral \| Classificação geral \| Classificação geral \| \| Ciclista \| Ciclista \| Equipe \| Tempo \| \| \| ------------------- \| ------------------- \| ------------------- \| ------------------- \| ------------------- \| \| 1. \| Dylan Teuns \| Bahrain-Merida \| 11h52m28s \| \| \| 2. \| Guillaume Martin \| Wanty-Gobert \| + 3s \| \| \| 3. \| Alexey Lutsenko \| Astana \| + 20s \| \| \| 4. \| Jakob Fuglsang \| Astana \| + 20s \| \| \| 5. \| Nairo Quintana \| Movistar Team \| + 24s \| \| \| 6. \| Thibaut Pinot \| Groupama-FDJ \| + 24s \| \| \| 7. \| Michael Woods \| EF Education First \| + 24s \| \| \| 8. \| Chris Froome \| Team Ineos \| + 24s \| \| \| 9. \| Wout Poels \| Team Ineos \| + 24s \| \| \| 10. \| Adam Yates \| Mitchelton-Scott \| + 24s \| \| |                  |                    |           |
| |                  |                    |           |
| Fonte: ProCyclingStats |                  |                    |           |
| Classificação geral |                  |                    |           |
| Ciclista | Ciclista         | Equipe             | Tempo     |
| 1. | Dylan Teuns      | Bahrain-Merida     | 11h52m28s |
| 2. | Guillaume Martin | Wanty-Gobert       | + 3s      |
| 3. | Alexey Lutsenko  | Astana             | + 20s     |
| 4. | Jakob Fuglsang   | Astana             | + 20s     |
| 5. | Nairo Quintana   | Movistar Team      | + 24s     |
| 6. | Thibaut Pinot    | Groupama-FDJ       | + 24s     |
| 7. | Michael Woods    | EF Education First | + 24s     |
| 8. | Chris Froome     | Team Ineos         | + 24s     |
| 9. | Wout Poels       | Team Ineos         | + 24s     |
| 10. | Adam Yates       | Mitchelton-Scott   | + 24s     |

### 4.ª etapa
| Roanne - Roanne | contrarrelógio individual | (26,1 km) |

| \| Classificação por etapas \| Classificação por etapas \| Classificação por etapas \| Classificação por etapas \| Classificação por etapas \| \| Ciclista \| Ciclista \| Equipe \| Tempo \| \| \| ------------------------ \| ------------------------ \| ------------------------ \| ------------------------ \| ------------------------ \| \| 1. \| Wout van Aert \| Team Jumbo-Visma \| 33m38s \| \| \| 2. \| Tejay van Garderen \| EF Education First \| + 31s \| \| \| 3. \| Tom Dumoulin \| Team Sunweb \| + 47s \| \| \| 4. \| Steven Kruijswijk \| Team Jumbo-Visma \| + 49s \| \| \| 5. \| Emanuel Buchmann \| Bora-Hansgrohe \| + 51s \| \| \| 6. \| Adam Yates \| Mitchelton-Scott \| + 56s \| \| \| 7. \| Julian Alaphilippe \| Deceuninck-Quick Step \| + 59s \| \| \| 8. \| Nils Politt \| Katusha-Alpecin \| + 1m05s \| \| \| 9. \| Jakob Fuglsang \| Astana \| + 1m07s \| \| \| 10. \| Rémi Cavagna \| Deceuninck-Quick Step \| + 1m10s \| \| |                    |                       |         |
| |                    |                       |         |
| Fonte: ProCyclingStats |                    |                       |         |
| Classificação por etapas |                    |                       |         |
| Ciclista | Ciclista           | Equipe                | Tempo   |
| 1. | Wout van Aert      | Team Jumbo-Visma      | 33m38s  |
| 2. | Tejay van Garderen | EF Education First    | + 31s   |
| 3. | Tom Dumoulin       | Team Sunweb           | + 47s   |
| 4. | Steven Kruijswijk  | Team Jumbo-Visma      | + 49s   |
| 5. | Emanuel Buchmann   | Bora-Hansgrohe        | + 51s   |
| 6. | Adam Yates         | Mitchelton-Scott      | + 56s   |
| 7. | Julian Alaphilippe | Deceuninck-Quick Step | + 59s   |
| 8. | Nils Politt        | Katusha-Alpecin       | + 1m05s |
| 9. | Jakob Fuglsang     | Astana                | + 1m07s |
| 10. | Rémi Cavagna       | Deceuninck-Quick Step | + 1m10s |

| \| Classificação geral \| Classificação geral \| Classificação geral \| Classificação geral \| Classificação geral \| \| Ciclista \| Ciclista \| Equipe \| Tempo \| \| \| ------------------- \| ------------------- \| ------------------- \| ------------------- \| ------------------- \| \| 1. \| Adam Yates \| Mitchelton-Scott \| 12h27m26s \| \| \| 2. \| Dylan Teuns \| Bahrain-Merida \| + 4s \| \| \| 3. \| Tejay van Garderen \| EF Education First \| + 6s \| \| \| 4. \| Jakob Fuglsang \| Astana \| + 7s \| \| \| 5. \| Steven Kruijswijk \| Team Jumbo-Visma \| + 24s \| \| \| 6. \| Thibaut Pinot \| Groupama-FDJ \| + 25s \| \| \| 7. \| Emanuel Buchmann \| Bora-Hansgrohe \| + 26s \| \| \| 8. \| Alexey Lutsenko \| Astana \| + 30s \| \| \| 9. \| Wout van Aert \| Team Jumbo-Visma \| + 30s \| \| \| 10. \| Nairo Quintana \| Movistar Team \| + 40s \| \| |                    |                    |           |
| |                    |                    |           |
| Fonte: ProCyclingStats |                    |                    |           |
| Classificação geral |                    |                    |           |
| Ciclista | Ciclista           | Equipe             | Tempo     |
| 1. | Adam Yates         | Mitchelton-Scott   | 12h27m26s |
| 2. | Dylan Teuns        | Bahrain-Merida     | + 4s      |
| 3. | Tejay van Garderen | EF Education First | + 6s      |
| 4. | Jakob Fuglsang     | Astana             | + 7s      |
| 5. | Steven Kruijswijk  | Team Jumbo-Visma   | + 24s     |
| 6. | Thibaut Pinot      | Groupama-FDJ       | + 25s     |
| 7. | Emanuel Buchmann   | Bora-Hansgrohe     | + 26s     |
| 8. | Alexey Lutsenko    | Astana             | + 30s     |
| 9. | Wout van Aert      | Team Jumbo-Visma   | + 30s     |
| 10. | Nairo Quintana     | Movistar Team      | + 40s     |

### 5.ª etapa
| Boën-sur-Lignon - Voiron | etapa plana | (201 km) |

| \| Classificação por etapas \| Classificação por etapas \| Classificação por etapas \| Classificação por etapas \| Classificação por etapas \| \| Ciclista \| Ciclista \| Equipe \| Tempo \| \| \| ------------------------ \| ------------------------ \| ------------------------ \| ------------------------ \| ------------------------ \| \| 1. \| Wout van Aert \| Team Jumbo-Visma \| 5h00m34s \| \| \| 2. \| Sam Bennett \| Bora-Hansgrohe \| + 0s \| \| \| 3. \| Julian Alaphilippe \| Deceuninck-Quick Step \| + 0s \| \| \| 4. \| Lorrenzo Manzin \| Vital Concept-B&B Hotels \| + 0s \| \| \| 5. \| Clément Venturini \| AG2R La Mondiale \| + 0s \| \| \| 6. \| Edvald Boasson Hagen \| Dimension Data \| + 0s \| \| \| 7. \| Zdeněk Štybar \| Deceuninck-Quick Step \| + 0s \| \| \| 8. \| Sonny Colbrelli \| Bahrain-Merida \| + 0s \| \| \| 9. \| Philippe Gilbert \| Deceuninck-Quick Step \| + 0s \| \| \| 10. \| Mads Würtz \| Katusha-Alpecin \| + 0s \| \| |                      |                          |          |
| |                      |                          |          |
| Fonte: ProCyclingStats |                      |                          |          |
| Classificação por etapas |                      |                          |          |
| Ciclista | Ciclista             | Equipe                   | Tempo    |
| 1. | Wout van Aert        | Team Jumbo-Visma         | 5h00m34s |
| 2. | Sam Bennett          | Bora-Hansgrohe           | + 0s     |
| 3. | Julian Alaphilippe   | Deceuninck-Quick Step    | + 0s     |
| 4. | Lorrenzo Manzin      | Vital Concept-B&B Hotels | + 0s     |
| 5. | Clément Venturini    | AG2R La Mondiale         | + 0s     |
| 6. | Edvald Boasson Hagen | Dimension Data           | + 0s     |
| 7. | Zdeněk Štybar        | Deceuninck-Quick Step    | + 0s     |
| 8. | Sonny Colbrelli      | Bahrain-Merida           | + 0s     |
| 9. | Philippe Gilbert     | Deceuninck-Quick Step    | + 0s     |
| 10. | Mads Würtz           | Katusha-Alpecin          | + 0s     |

| \| Classificação geral \| Classificação geral \| Classificação geral \| Classificação geral \| Classificação geral \| \| Ciclista \| Ciclista \| Equipe \| Tempo \| \| \| ------------------- \| ------------------- \| ------------------- \| ------------------- \| ------------------- \| \| 1. \| Adam Yates \| Mitchelton-Scott \| 17h28m00s \| \| \| 2. \| Dylan Teuns \| Bahrain-Merida \| + 4s \| \| \| 3. \| Tejay van Garderen \| EF Education First \| + 6s \| \| \| 4. \| Jakob Fuglsang \| Astana \| + 7s \| \| \| 5. \| Wout van Aert \| Team Jumbo-Visma \| + 20s \| \| \| 6. \| Steven Kruijswijk \| Team Jumbo-Visma \| + 24s \| \| \| 7. \| Thibaut Pinot \| Groupama-FDJ \| + 25s \| \| \| 8. \| Emanuel Buchmann \| Bora-Hansgrohe \| + 26s \| \| \| 9. \| Alexey Lutsenko \| Astana \| + 30s \| \| \| 10. \| Nairo Quintana \| Movistar Team \| + 40s \| \| |                    |                    |           |
| |                    |                    |           |
| Fonte: ProCyclingStats |                    |                    |           |
| Classificação geral |                    |                    |           |
| Ciclista | Ciclista           | Equipe             | Tempo     |
| 1. | Adam Yates         | Mitchelton-Scott   | 17h28m00s |
| 2. | Dylan Teuns        | Bahrain-Merida     | + 4s      |
| 3. | Tejay van Garderen | EF Education First | + 6s      |
| 4. | Jakob Fuglsang     | Astana             | + 7s      |
| 5. | Wout van Aert      | Team Jumbo-Visma   | + 20s     |
| 6. | Steven Kruijswijk  | Team Jumbo-Visma   | + 24s     |
| 7. | Thibaut Pinot      | Groupama-FDJ       | + 25s     |
| 8. | Emanuel Buchmann   | Bora-Hansgrohe     | + 26s     |
| 9. | Alexey Lutsenko    | Astana             | + 30s     |
| 10. | Nairo Quintana     | Movistar Team      | + 40s     |

### 6.ª etapa
| Saint-Vulbas - Saint-Michel-de-Maurienne | média montanha | (229 km) |

| \| Classificação por etapas \| Classificação por etapas \| Classificação por etapas \| Classificação por etapas \| Classificação por etapas \| \| Ciclista \| Ciclista \| Equipe \| Tempo \| \| \| ------------------------ \| ------------------------ \| ------------------------ \| ------------------------ \| ------------------------ \| \| 1. \| Julian Alaphilippe \| Deceuninck-Quick Step \| 6h00m54s \| \| \| 2. \| Gregor Mühlberger \| Bora-Hansgrohe \| + 0s \| \| \| 3. \| Alessandro De Marchi \| CCC Team \| + 22s \| \| \| 4. \| Wout Poels \| Team Ineos \| + 6m10s \| \| \| 5. \| Gorka Izagirre \| Astana \| + 6m10s \| \| \| 6. \| Jakob Fuglsang \| Astana \| + 6m10s \| \| \| 7. \| Jack Haig \| Mitchelton-Scott \| + 6m10s \| \| \| 8. \| Adam Yates \| Mitchelton-Scott \| + 6m10s \| \| \| 9. \| Nairo Quintana \| Movistar Team \| + 6m10s \| \| \| 10. \| Alexey Lutsenko \| Astana \| + 6m10s \| \| |                      |                       |          |
| |                      |                       |          |
| Fonte: ProCyclingStats |                      |                       |          |
| Classificação por etapas |                      |                       |          |
| Ciclista | Ciclista             | Equipe                | Tempo    |
| 1. | Julian Alaphilippe   | Deceuninck-Quick Step | 6h00m54s |
| 2. | Gregor Mühlberger    | Bora-Hansgrohe        | + 0s     |
| 3. | Alessandro De Marchi | CCC Team              | + 22s    |
| 4. | Wout Poels           | Team Ineos            | + 6m10s  |
| 5. | Gorka Izagirre       | Astana                | + 6m10s  |
| 6. | Jakob Fuglsang       | Astana                | + 6m10s  |
| 7. | Jack Haig            | Mitchelton-Scott      | + 6m10s  |
| 8. | Adam Yates           | Mitchelton-Scott      | + 6m10s  |
| 9. | Nairo Quintana       | Movistar Team         | + 6m10s  |
| 10. | Alexey Lutsenko      | Astana                | + 6m10s  |

| \| Classificação geral \| Classificação geral \| Classificação geral \| Classificação geral \| Classificação geral \| \| Ciclista \| Ciclista \| Equipe \| Tempo \| \| \| ------------------- \| ------------------- \| ------------------- \| ------------------- \| ------------------- \| \| 1. \| Adam Yates \| Mitchelton-Scott \| 23h35m04s \| \| \| 2. \| Dylan Teuns \| Bahrain-Merida \| + 4s \| \| \| 3. \| Tejay van Garderen \| EF Education First \| + 6s \| \| \| 4. \| Jakob Fuglsang \| Astana \| + 7s \| \| \| 5. \| Steven Kruijswijk \| Team Jumbo-Visma \| + 24s \| \| \| 6. \| Thibaut Pinot \| Groupama-FDJ \| + 25s \| \| \| 7. \| Emanuel Buchmann \| Bora-Hansgrohe \| + 26s \| \| \| 8. \| Alexey Lutsenko \| Astana \| + 30s \| \| \| 9. \| Nairo Quintana \| Movistar Team \| + 40s \| \| \| 10. \| Wout Poels \| Team Ineos \| + 40s \| \| |                    |                    |           |
| |                    |                    |           |
| Fonte: ProCyclingStats |                    |                    |           |
| Classificação geral |                    |                    |           |
| Ciclista | Ciclista           | Equipe             | Tempo     |
| 1. | Adam Yates         | Mitchelton-Scott   | 23h35m04s |
| 2. | Dylan Teuns        | Bahrain-Merida     | + 4s      |
| 3. | Tejay van Garderen | EF Education First | + 6s      |
| 4. | Jakob Fuglsang     | Astana             | + 7s      |
| 5. | Steven Kruijswijk  | Team Jumbo-Visma   | + 24s     |
| 6. | Thibaut Pinot      | Groupama-FDJ       | + 25s     |
| 7. | Emanuel Buchmann   | Bora-Hansgrohe     | + 26s     |
| 8. | Alexey Lutsenko    | Astana             | + 30s     |
| 9. | Nairo Quintana     | Movistar Team      | + 40s     |
| 10. | Wout Poels         | Team Ineos         | + 40s     |

### 7.ª etapa
| Saint-Genix-les-Villages - Les sept Laux | alta montanha | (133,5 km) |

| \| Classificação por etapas \| Classificação por etapas \| Classificação por etapas \| Classificação por etapas \| Classificação por etapas \| \| Ciclista \| Ciclista \| Equipe \| Tempo \| \| \| ------------------------ \| ------------------------ \| ------------------------ \| ------------------------ \| ------------------------ \| \| 1. \| Wout Poels \| Team Ineos \| 4h01m34s \| \| \| 2. \| Jakob Fuglsang \| Astana \| + 1s \| \| \| 3. \| Emanuel Buchmann \| Bora-Hansgrohe \| + 1s \| \| \| 4. \| Thibaut Pinot \| Groupama-FDJ \| + 10s \| \| \| 5. \| Daniel Martin \| UAE Team Emirates \| + 10s \| \| \| 6. \| Adam Yates \| Mitchelton-Scott \| + 10s \| \| \| 7. \| Romain Bardet \| AG2R La Mondiale \| + 13s \| \| \| 8. \| Tejay van Garderen \| EF Education First \| + 16s \| \| \| 9. \| Dylan Teuns \| Bahrain-Merida \| + 30s \| \| \| 10. \| Bjorg Lambrecht \| Lotto-Soudal \| + 34s \| \| |                    |                    |          |
| |                    |                    |          |
| Fonte: ProCyclingStats |                    |                    |          |
| Classificação por etapas |                    |                    |          |
| Ciclista | Ciclista           | Equipe             | Tempo    |
| 1. | Wout Poels         | Team Ineos         | 4h01m34s |
| 2. | Jakob Fuglsang     | Astana             | + 1s     |
| 3. | Emanuel Buchmann   | Bora-Hansgrohe     | + 1s     |
| 4. | Thibaut Pinot      | Groupama-FDJ       | + 10s    |
| 5. | Daniel Martin      | UAE Team Emirates  | + 10s    |
| 6. | Adam Yates         | Mitchelton-Scott   | + 10s    |
| 7. | Romain Bardet      | AG2R La Mondiale   | + 13s    |
| 8. | Tejay van Garderen | EF Education First | + 16s    |
| 9. | Dylan Teuns        | Bahrain-Merida     | + 30s    |
| 10. | Bjorg Lambrecht    | Lotto-Soudal       | + 34s    |

| \| Classificação geral \| Classificação geral \| Classificação geral \| Classificação geral \| Classificação geral \| \| Ciclista \| Ciclista \| Equipe \| Tempo \| \| \| ------------------- \| ------------------- \| ------------------- \| ------------------- \| ------------------- \| \| 1. \| Jakob Fuglsang \| Astana \| 27h36m40s \| \| \| 2. \| Adam Yates \| Mitchelton-Scott \| + 8s \| \| \| 3. \| Tejay van Garderen \| EF Education First \| + 20s \| \| \| 4. \| Emanuel Buchmann \| Bora-Hansgrohe \| + 21s \| \| \| 5. \| Wout Poels \| Team Ineos \| + 28s \| \| \| 6. \| Dylan Teuns \| Bahrain-Merida \| + 32s \| \| \| 7. \| Thibaut Pinot \| Groupama-FDJ \| + 33s \| \| \| 8. \| Alexey Lutsenko \| Astana \| + 1m12s \| \| \| 9. \| Steven Kruijswijk \| Team Jumbo-Visma \| + 1m20s \| \| \| 10. \| Daniel Martin \| UAE Team Emirates \| + 1m21s \| \| |                    |                    |           |
| |                    |                    |           |
| Fonte: ProCyclingStats |                    |                    |           |
| Classificação geral |                    |                    |           |
| Ciclista | Ciclista           | Equipe             | Tempo     |
| 1. | Jakob Fuglsang     | Astana             | 27h36m40s |
| 2. | Adam Yates         | Mitchelton-Scott   | + 8s      |
| 3. | Tejay van Garderen | EF Education First | + 20s     |
| 4. | Emanuel Buchmann   | Bora-Hansgrohe     | + 21s     |
| 5. | Wout Poels         | Team Ineos         | + 28s     |
| 6. | Dylan Teuns        | Bahrain-Merida     | + 32s     |
| 7. | Thibaut Pinot      | Groupama-FDJ       | + 33s     |
| 8. | Alexey Lutsenko    | Astana             | + 1m12s   |
| 9. | Steven Kruijswijk  | Team Jumbo-Visma   | + 1m20s   |
| 10. | Daniel Martin      | UAE Team Emirates  | + 1m21s   |

### 8.ª etapa
| Cluses - Champéry | média montanha | (113,5 km) |

| \| Classificação por etapas \| Classificação por etapas \| Classificação por etapas \| Classificação por etapas \| Classificação por etapas \| \| Ciclista \| Ciclista \| Equipe \| Tempo \| \| \| ------------------------ \| ------------------------ \| ------------------------ \| ------------------------ \| ------------------------ \| \| 1. \| Dylan van Baarle \| Team Ineos \| 3h05m48s \| \| \| 2. \| Jack Haig \| Mitchelton-Scott \| + 0s \| \| \| 3. \| Carl Fredrik Hagen \| Lotto-Soudal \| + 50s \| \| \| 4. \| Warren Barguil \| Arkéa-Samsic \| + 1m12s \| \| \| 5. \| Sepp Kuss \| Team Jumbo-Visma \| + 1m12s \| \| \| 6. \| Sébastien Reichenbach \| Groupama-FDJ \| + 1m12s \| \| \| 7. \| Julian Alaphilippe \| Deceuninck-Quick Step \| + 1m16s \| \| \| 8. \| Alexey Lutsenko \| Astana \| + 1m59s \| \| \| 9. \| Xandro Meurisse \| Wanty-Gobert \| + 1m59s \| \| \| 10. \| Emanuel Buchmann \| Bora-Hansgrohe \| + 1m59s \| \| |                       |                       |          |
| |                       |                       |          |
| Fonte: ProCyclingStats |                       |                       |          |
| Classificação por etapas |                       |                       |          |
| Ciclista | Ciclista              | Equipe                | Tempo    |
| 1. | Dylan van Baarle      | Team Ineos            | 3h05m48s |
| 2. | Jack Haig             | Mitchelton-Scott      | + 0s     |
| 3. | Carl Fredrik Hagen    | Lotto-Soudal          | + 50s    |
| 4. | Warren Barguil        | Arkéa-Samsic          | + 1m12s  |
| 5. | Sepp Kuss             | Team Jumbo-Visma      | + 1m12s  |
| 6. | Sébastien Reichenbach | Groupama-FDJ          | + 1m12s  |
| 7. | Julian Alaphilippe    | Deceuninck-Quick Step | + 1m16s  |
| 8. | Alexey Lutsenko       | Astana                | + 1m59s  |
| 9. | Xandro Meurisse       | Wanty-Gobert          | + 1m59s  |
| 10. | Emanuel Buchmann      | Bora-Hansgrohe        | + 1m59s  |

## Classificações finais
- As classificações finalizaram da seguinte forma:

### Classificação geral
| \| Classificação geral \| Classificação geral \| Classificação geral \| Classificação geral \| Classificação geral \| \| Ciclista \| Ciclista \| Equipe \| Tempo \| \| \| ------------------- \| ------------------- \| ------------------- \| ------------------- \| ------------------- \| \| 1. \| Jakob Fuglsang \| Astana \| 30h44m27s \| \| \| 2. \| Tejay van Garderen \| EF Education First \| + 20s \| \| \| 3. \| Emanuel Buchmann \| Bora-Hansgrohe \| + 21s \| \| \| 4. \| Wout Poels \| Team Ineos \| + 28s \| \| \| 5. \| Thibaut Pinot \| Groupama-FDJ \| + 33s \| \| \| 6. \| Dylan Teuns \| Bahrain-Merida \| + 1m11s \| \| \| 7. \| Alexey Lutsenko \| Astana \| + 1m12s \| \| \| 8. \| Daniel Martin \| UAE Team Emirates \| + 1m21s \| \| \| 9. \| Nairo Quintana \| Movistar Team \| + 1m24s \| \| \| 10. \| Romain Bardet \| AG2R La Mondiale \| + 1m38s \| \| |                    |                    |           |
| |                    |                    |           |
| Fonte: ProCyclingStats |                    |                    |           |
| Classificação geral |                    |                    |           |
| Ciclista | Ciclista           | Equipe             | Tempo     |
| 1. | Jakob Fuglsang     | Astana             | 30h44m27s |
| 2. | Tejay van Garderen | EF Education First | + 20s     |
| 3. | Emanuel Buchmann   | Bora-Hansgrohe     | + 21s     |
| 4. | Wout Poels         | Team Ineos         | + 28s     |
| 5. | Thibaut Pinot      | Groupama-FDJ       | + 33s     |
| 6. | Dylan Teuns        | Bahrain-Merida     | + 1m11s   |
| 7. | Alexey Lutsenko    | Astana             | + 1m12s   |
| 8. | Daniel Martin      | UAE Team Emirates  | + 1m21s   |
| 9. | Nairo Quintana     | Movistar Team      | + 1m24s   |
| 10. | Romain Bardet      | AG2R La Mondiale   | + 1m38s   |

### Classificação por pontos
| Classificação por pontos | Classificação por pontos | Classificação por pontos | Classificação por pontos | Classificação por pontos |
| Ciclista                 | Ciclista                 | Equipe                   | Pontos                   |                          |
| ------------------------ | ------------------------ | ------------------------ | ------------------------ | ------------------------ |
| 1.                       | Wout van Aert            | Team Jumbo-Visma         | 82 pts                   |                          |
| 2.                       | Edvald Boasson Hagen     | Dimension Data           | 53 pts                   |                          |
| 3.                       | Julian Alaphilippe       | Deceuninck-Quick Step    | 49 pts                   |                          |
| 4.                       | Alexey Lutsenko          | Astana                   | 48 pts                   |                          |
| 5.                       | Sam Bennett              | Bora-Hansgrohe           | 47 pts                   |                          |
| 6.                       | Jakob Fuglsang           | Astana                   | 39 pts                   |                          |
| 7.                       | Wout Poels               | Team Ineos               | 31 pts                   |                          |
| 8.                       | Dylan Teuns              | Bahrain-Merida           | 31 pts                   |                          |
| 9.                       | Nils Politt              | Katusha-Alpecin          | 31 pts                   |                          |
| 10.                      | Philippe Gilbert         | Deceuninck-Quick Step    | 30 pts                   |                          |

### Classificação da montanha
| Classificação da montanha | Classificação da montanha | Classificação da montanha | Classificação da montanha | Classificação da montanha |
| Ciclista                  | Ciclista                  | Equipe                    | Pontos                    |                           |
| ------------------------- | ------------------------- | ------------------------- | ------------------------- | ------------------------- |
| 1.                        | Julian Alaphilippe        | Deceuninck-Quick Step     | 75 pts                    |                           |
| 2.                        | Magnus Cort               | Astana                    | 25 pts                    |                           |
| 3.                        | Wout Poels                | Team Ineos                | 15 pts                    |                           |
| 4.                        | Jack Haig                 | Mitchelton-Scott          | 14 pts                    |                           |
| 5.                        | Alessandro De Marchi      | CCC Team                  | 14 pts                    |                           |
| 6.                        | Dylan van Baarle          | Team Ineos                | 14 pts                    |                           |
| 7.                        | Lennard Hofstede          | Team Jumbo-Visma          | 14 pts                    |                           |
| 8.                        | Jakob Fuglsang            | Astana                    | 12 pts                    |                           |
| 9.                        | Emanuel Buchmann          | Bora-Hansgrohe            | 12 pts                    |                           |
| 10.                       | Alexey Lutsenko           | Astana                    | 10 pts                    |                           |

### Classificação dos jovens
| Classificação dos jovens | Classificação dos jovens | Classificação dos jovens | Classificação dos jovens | Classificação dos jovens |
| Ciclista                 | Ciclista                 | Equipe                   | Tempo                    |                          |
| ------------------------ | ------------------------ | ------------------------ | ------------------------ | ------------------------ |
| 1.                       | Bjorg Lambrecht          | Lotto-Soudal             | 30h47m44s                |                          |
| 2.                       | Neilson Powless          | Team Jumbo-Visma         | + 11m42s                 |                          |
| 3.                       | Sepp Kuss                | Team Jumbo-Visma         | + 16m02s                 |                          |
| 4.                       | Nils Politt              | Katusha-Alpecin          | + 24m31s                 |                          |
| 5.                       | Gianni Moscon            | Team Ineos               | + 24m42s                 |                          |
| 6.                       | David Gaudu              | Groupama-FDJ             | + 32m55s                 |                          |
| 7.                       | Robert Power             | Team Sunweb              | + 33m34s                 |                          |
| 8.                       | Wout van Aert            | Team Jumbo-Visma         | + 41m52s                 |                          |
| 9.                       | Lennard Hofstede         | Team Jumbo-Visma         | + 47m17s                 |                          |
| 10.                      | Cristian Camilo Muñoz    | UAE Team Emirates        | + 49m38s                 |                          |

### Classificação por equipas
| Classificação por equipes | Classificação por equipes | Classificação por equipes | Classificação por equipes |
| Equipe                    | Equipe                    | Tempo                     |                           |
| ------------------------- | ------------------------- | ------------------------- | ------------------------- |
| 1.                        | Astana                    | 92h19m24s                 |                           |
| 2.                        | Ineos                     | + 12m58s                  |                           |
| 3.                        | Groupama-FDJ              | + 13m22s                  |                           |
| 4.                        | Team Jumbo-Visma          | + 18m38s                  |                           |
| 5.                        | Mitchelton-Scott          | + 27m21s                  |                           |
| 6.                        | EF Education First        | + 34m30s                  |                           |
| 7.                        | Movistar Team             | + 37m47s                  |                           |
| 8.                        | Bahrain-Merida            | + 38m05s                  |                           |
| 9.                        | Wanty-Groupe Gobert       | + 40m17s                  |                           |
| 10.                       | UAE Team Emirates         | + 49m52s                  |                           |

## Evolução das classificações
| Etapa                 | Vencedor              | Classificação geral  | Classificação por pontos | Classificação da montanha | Classificação dos jovens | Classificação por equipas |
| --------------------- | --------------------- | -------------------- | ------------------------ | ------------------------- | ------------------------ | ------------------------- |
| 1.ª                   | Edvald Boasson Hagen  | Edvald Boasson Hagen | Edvald Boasson Hagen     | Casper Pedersen           | Wout van Aert            | Wanty-Gobert              |
| 2.ª                   | Dylan Teuns           | Dylan Teuns          | Alexey Lutsenko          | Casper Pedersen           | Wout van Aert            | Astana                    |
| 3.ª                   | Sam Bennett           | Dylan Teuns          | Wout van Aert            | Casper Pedersen           | Wout van Aert            | Astana                    |
| 4.ª                   | Wout van Aert         | Adam Yates           | Wout van Aert            | Casper Pedersen           | Wout van Aert            | EF Education First        |
| 5.ª                   | Wout van Aert         | Adam Yates           | Wout van Aert            | Casper Pedersen           | Wout van Aert            | EF Education First        |
| 6.ª                   | Julian Alaphilippe    | Adam Yates           | Wout van Aert            | Julian Alaphilippe        | Bjorg Lambrecht          | EF Education First        |
| 7.ª                   | Wout Poels            | Jakob Fuglsang       | Wout van Aert            | Julian Alaphilippe        | Bjorg Lambrecht          | Astana                    |
| 8.ª                   | Dylan van Baarle      | Jakob Fuglsang       | Wout van Aert            | Julian Alaphilippe        | Bjorg Lambrecht          | Astana                    |
| Classificações finais | Classificações finais | Jakob Fuglsang       | Wout van Aert            | Julian Alaphilippe        | Bjorg Lambrecht          | Astana                    |

## Ciclistas participantes e posicões finais
| Team Ineos INS | Team Ineos INS           | Team Ineos INS |
| -------------- | ------------------------ | -------------- |
| Num            | Ciclista                 | Pos            |
| 1              | Chris Froome (GBR)       | NP-4           |
| 2              | Vasil Kiryienka (BLR)    | 101.           |
| 3              | Michał Kwiatkowski (POL) | 29.            |
| 4              | Gianni Moscon (ITA)      | 34.            |
| 5              | Wout Poels (NED)         | 4.             |
| 6              | Ian Stannard (GBR)       | 96.            |
| 7              | Dylan van Baarle (NED)   | 32.            |

| Mitchelton-Scott MTS | Mitchelton-Scott MTS | Mitchelton-Scott MTS |
| -------------------- | -------------------- | -------------------- |
| Num                  | Ciclista             | Pos                  |
| 11                   | Adam Yates (GBR)     | DNF-8                |
| 12                   | Jack Haig (AUS)      | 27.                  |
| 13                   | Damien Howson (AUS)  | 30.                  |
| 14                   | Daryl Impey (RSA)    | 71.                  |
| 15                   | Luka Mezgec (SLO)    | DNF-7                |
| 16                   | Nick Schultz (AUS)   | 59.                  |
| 17                   | Dion Smith (NZL)     | DNF-8                |

| AG2R La Mondiale ALM | AG2R La Mondiale ALM    | AG2R La Mondiale ALM |
| -------------------- | ----------------------- | -------------------- |
| Num                  | Ciclista                | Pos                  |
| 21                   | Romain Bardet (FRA)     | 10.                  |
| 22                   | Mikaël Cherel (FRA)     | 23.                  |
| 23                   | Benoît Cosnefroy (FRA)  | 80.                  |
| 24                   | Alexandre Geniez (FRA)  | DNF-6                |
| 25                   | Alexis Gougeard (FRA)   | DNF-7                |
| 26                   | Oliver Naesen (BEL)     | 50.                  |
| 27                   | Clément Venturini (FRA) | DNF-8                |

| UAE Team Emirates UAD | UAE Team Emirates UAD       | UAE Team Emirates UAD |
| --------------------- | --------------------------- | --------------------- |
| Num                   | Ciclista                    | Pos                   |
| 31                    | Daniel Martin (IRL)         | 8.                    |
| 32                    | Vegard Stake Laengen (NOR)  | 84.                   |
| 33                    | Cristian Camilo Muñoz (COL) | 58.                   |
| 34                    | Simone Petilli (ITA)        | 22.                   |
| 35                    | Edward Ravasi (ITA)         | DNF-8                 |
| 36                    | Rory Sutherland (AUS)       | 97.                   |
| 37                    | Oliviero Troia (ITA)        | DNF-7                 |

| Deceuninck-Quick Step DQT | Deceuninck-Quick Step DQT | Deceuninck-Quick Step DQT |
| ------------------------- | ------------------------- | ------------------------- |
| Num                       | Ciclista                  | Pos                       |
| 41                        | Julian Alaphilippe (FRA)  | 35.                       |
| 42                        | Rémi Cavagna (FRA)        | 74.                       |
| 43                        | Tim Declercq (BEL)        | DNF-2                     |
| 44                        | Philippe Gilbert (BEL)    | 28.                       |
| 45                        | Álvaro Hodeg (COL)        | DNF-7                     |
| 46                        | Zdeněk Štybar (CZE)       | 70.                       |
| 47                        | Petr Vakoč (CZE)          | 76.                       |

| Bora-Hansgrohe BOH | Bora-Hansgrohe BOH        | Bora-Hansgrohe BOH |
| ------------------ | ------------------------- | ------------------ |
| Num                | Ciclista                  | Pos                |
| 51                 | Emanuel Buchmann (GER)    | 3.                 |
| 52                 | Shane Archbold (NZL)      | NP-6               |
| 53                 | Cesare Benedetti (ITA)    | 88.                |
| 54                 | Sam Bennett (IRL)         | 102.               |
| 55                 | Felix Großschartner (AUT) | 53.                |
| 56                 | Gregor Mühlberger (AUT)   | DNF-8              |
| 57                 | Christoph Pfingsten (GER) | 79.                |

| Astana AST | Astana AST               | Astana AST |
| ---------- | ------------------------ | ---------- |
| Num        | Ciclista                 | Pos        |
| 61         | Jakob Fuglsang (DEN)     | 1.         |
| 62         | Davide Ballerini (ITA)   | NP-7       |
| 63         | Hernando Bohórquez (COL) | 67.        |
| 64         | Hugo Houle (CAN)         | 65.        |
| 65         | Gorka Izagirre (ESP)     | 18.        |
| 66         | Alexey Lutsenko (KAZ)    | 7.         |
| 67         | Magnus Cort (DEN)        | 19.        |

| Cofidis, Solutions Crédits COF | Cofidis, Solutions Crédits COF | Cofidis, Solutions Crédits COF |
| ------------------------------ | ------------------------------ | ------------------------------ |
| Num                            | Ciclista                       | Pos                            |
| 71                             | Nacer Bouhanni (FRA)           | DNF-2                          |
| 72                             | Darwin Atapuma (COL)           | NP-8                           |
| 73                             | Natnael Berhane (ERI)          | 81.                            |
| 74                             | Nicolas Edet (FRA)             | 20.                            |
| 75                             | Jesper Hansen (DEN)            | 45.                            |
| 76                             | Stéphane Rossetto (FRA)        | NP-8                           |
| 77                             | Geoffrey Soupe (FRA)           | DNF-2                          |

| Movistar Team MOV | Movistar Team MOV       | Movistar Team MOV |
| ----------------- | ----------------------- | ----------------- |
| Num               | Ciclista                | Pos               |
| 81                | Nairo Quintana (COL)    | 9.                |
| 82                | Imanol Erviti (ESP)     | 89.               |
| 83                | Rubén Fernández (ESP)   | 39.               |
| 84                | Nelson Oliveira (POR)   | DNF-3             |
| 85                | Eduardo Sepúlveda (ARG) | 44.               |
| 86                | Rafa Valls (ESP)        | 48.               |
| 87                | Carlos Verona (ESP)     | 36.               |

| Groupama-FDJ GFC | Groupama-FDJ GFC            | Groupama-FDJ GFC |
| ---------------- | --------------------------- | ---------------- |
| Num              | Ciclista                    | Pos              |
| 91               | Thibaut Pinot (FRA)         | 5.               |
| 92               | William Bonnet (FRA)        | 105.             |
| 93               | David Gaudu (FRA)           | 40.              |
| 94               | Mathieu Ladagnous (FRA)     | 52.              |
| 95               | Rudy Molard (FRA)           | 21.              |
| 96               | Sébastien Reichenbach (SUI) | 15.              |
| 97               | Anthony Roux (FRA)          | 75.              |

| Team Jumbo-Visma TJV | Team Jumbo-Visma TJV    | Team Jumbo-Visma TJV |
| -------------------- | ----------------------- | -------------------- |
| Num                  | Ciclista                | Pos                  |
| 101                  | Steven Kruijswijk (NED) | DNF-8                |
| 102                  | Pascal Eenkhoorn (NED)  | 91.                  |
| 103                  | Lennard Hofstede (NED)  | 55.                  |
| 104                  | Sepp Kuss (USA)         | 26.                  |
| 105                  | Neilson Powless (USA)   | 24.                  |
| 106                  | Wout van Aert (BEL)     | 47.                  |
| 107                  | Maarten Wynants (BEL)   | DNF-2                |

| Trek-Segafredo TFS | Trek-Segafredo TFS   | Trek-Segafredo TFS |
| ------------------ | -------------------- | ------------------ |
| Num                | Ciclista             | Pos                |
| 111                | Richie Porte (AUS)   | 11.                |
| 112                | Julien Bernard (FRA) | 46.                |
| 113                | Koen de Kort (NED)   | 92.                |
| 114                | Niklas Eg (DEN)      | 60.                |
| 115                | Toms Skujiņš (LAT)   | 42.                |
| 116                | Peter Stetina (USA)  | 95.                |
| 117                | Edward Theuns (BEL)  | 90.                |

| EF Education First EF1 | EF Education First EF1    | EF Education First EF1 |
| ---------------------- | ------------------------- | ---------------------- |
| Num                    | Ciclista                  | Pos                    |
| 121                    | Michael Woods (CAN)       | NP-8                   |
| 122                    | Alberto Bettiol (ITA)     | NP-8                   |
| 123                    | Simon Clarke (AUS)        | DNF-8                  |
| 124                    | Logan Owen (USA)          | 73.                    |
| 125                    | Julius van den Berg (NED) | 106.                   |
| 126                    | Tejay van Garderen (USA)  | 2.                     |
| 127                    | James Whelan (AUS)        | 100.                   |

| Katusha-Alpecin TKA | Katusha-Alpecin TKA    | Katusha-Alpecin TKA |
| ------------------- | ---------------------- | ------------------- |
| Num                 | Ciclista               | Pos                 |
| 131                 | Steff Cras (BEL)       | DNF-7               |
| 132                 | Jens Debusschere (BEL) | NP-7                |
| 133                 | Alex Dowsett (GBR)     | 94.                 |
| 134                 | José Gonçalves (POR)   | 57.                 |
| 135                 | Ruben Guerreiro (POR)  | DNF-3               |
| 136                 | Nils Politt (GER)      | 33.                 |
| 137                 | Mads Würtz (DEN)       | NP-7                |

| Lotto-Soudal LTS | Lotto-Soudal LTS         | Lotto-Soudal LTS |
| ---------------- | ------------------------ | ---------------- |
| Num              | Ciclista                 | Pos              |
| 141              | Bjorg Lambrecht (BEL)    | 12.              |
| 142              | Sander Armée (BEL)       | DNF-2            |
| 143              | Carl Fredrik Hagen (NOR) | 31.              |
| 144              | Jens Keukeleire (BEL)    | 72.              |
| 145              | Tomasz Marczyński (POL)  | 87.              |
| 146              | Rémy Mertz (BEL)         | 82.              |
| 147              | Harm Vanhoucke (BEL)     | NP-6             |

| Bahrain-Merida TBM | Bahrain-Merida TBM        | Bahrain-Merida TBM |
| ------------------ | ------------------------- | ------------------ |
| Num                | Ciclista                  | Pos                |
| 151                | Sonny Colbrelli (ITA)     | 68.                |
| 152                | Feng Chun-kai (TPE)       | DNF-2              |
| 153                | Mark Padun (UKR)          | 64.                |
| 154                | Hermann Pernsteiner (AUT) | 16.                |
| 155                | Luka Pibernik (SLO)       | 98.                |
| 156                | Dylan Teuns (BEL)         | 6.                 |
| 157                | Jan Tratnik (SLO)         | 63.                |

| CCC Team CCC | CCC Team CCC               | CCC Team CCC |
| ------------ | -------------------------- | ------------ |
| Num          | Ciclista                   | Pos          |
| 161          | Serge Pauwels (BEL)        | 37.          |
| 162          | Paweł Bernas (POL)         | 54.          |
| 163          | Alessandro De Marchi (ITA) | 38.          |
| 164          | Jonas Koch (GER)           | 56.          |
| 165          | Joey Rosskopf (USA)        | 25.          |
| 166          | Laurens ten Dam (NED)      | 86.          |
| 167          | Riccardo Zoidl (AUT)       | DNF-2        |

| Dimension Data TDD | Dimension Data TDD               | Dimension Data TDD |
| ------------------ | -------------------------------- | ------------------ |
| Num                | Ciclista                         | Pos                |
| 171                | Edvald Boasson Hagen (NOR)       | 43.                |
| 172                | Steve Cummings (GBR)             | DNF-2              |
| 173                | Stefan de Bod (RSA)              | 78.                |
| 174                | Nicholas Dlamini (RSA)           | DNF-2              |
| 175                | Jacques Janse van Rensburg (RSA) | NP-5               |
| 176                | Jacobus Venter (RSA)             | 103.               |
| 177                | Julien Vermote (BEL)             | DNF-8              |

| Vital Concept-B&B Hotels VCB | Vital Concept-B&B Hotels VCB | Vital Concept-B&B Hotels VCB |
| ---------------------------- | ---------------------------- | ---------------------------- |
| Num                          | Ciclista                     | Pos                          |
| 181                          | Pierre Rolland (FRA)         | NP-8                         |
| 182                          | Yoann Bagot (FRA)            | DNF-7                        |
| 183                          | Maxime Cam (FRA)             | DNF-7                        |
| 184                          | Arnaud Courteille (FRA)      | 104.                         |
| 185                          | Cyril Gautier (FRA)          | NP-8                         |
| 186                          | Lorrenzo Manzin (FRA)        | DNF-7                        |
| 187                          | Quentin Pacher (FRA)         | 66.                          |

| Wanty-Gobert WGG | Wanty-Gobert WGG           | Wanty-Gobert WGG |
| ---------------- | -------------------------- | ---------------- |
| Num              | Ciclista                   | Pos              |
| 191              | Guillaume Martin (FRA)     | 17.              |
| 192              | Bart De Clercq (BEL)       | DNF-6            |
| 193              | Thomas Degand (BEL)        | NP-8             |
| 194              | Fabien Doubey (FRA)        | DNF-8            |
| 195              | Odd Christian Eiking (NOR) | DNF-7            |
| 196              | Xandro Meurisse (BEL)      | 14.              |
| 197              | Marco Minnaard (NED)       | 62.              |

| Arkéa-Samsic PCB | Arkéa-Samsic PCB        | Arkéa-Samsic PCB |
| ---------------- | ----------------------- | ---------------- |
| Num              | Ciclista                | Pos              |
| 201              | Warren Barguil (FRA)    | 13.              |
| 202              | Maxime Bouet (FRA)      | 51.              |
| 203              | Anthony Delaplace (FRA) | 69.              |
| 204              | André Greipel (GER)     | NP-7             |
| 205              | Kévin Ledanois (FRA)    | 85.              |
| 206              | Jérémy Maison (FRA)     | 49.              |
| 207              | Florian Vachon (FRA)    | 99.              |

| Team Sunweb SUN | Team Sunweb SUN           | Team Sunweb SUN |
| --------------- | ------------------------- | --------------- |
| Num             | Ciclista                  | Pos             |
| 211             | Tom Dumoulin (NED)        | NP-7            |
| 212             | Johannes Fröhlinger (GER) | 93.             |
| 213             | Joris Nieuwenhuis (NED)   | 77.             |
| 214             | Casper Pedersen (DEN)     | NP-8            |
| 215             | Robert Power (AUS)        | 41.             |
| 216             | Florian Stork (GER)       | 61.             |
| 217             | Martijn Tusveld (NED)     | 83.             |

| Team Ineos INS | Team Ineos INS           | Team Ineos INS |
| -------------- | ------------------------ | -------------- |
| Num            | Ciclista                 | Pos            |
| 1              | Chris Froome (GBR)       | NP-4           |
| 2              | Vasil Kiryienka (BLR)    | 101.           |
| 3              | Michał Kwiatkowski (POL) | 29.            |
| 4              | Gianni Moscon (ITA)      | 34.            |
| 5              | Wout Poels (NED)         | 4.             |
| 6              | Ian Stannard (GBR)       | 96.            |
| 7              | Dylan van Baarle (NED)   | 32.            |

| Mitchelton-Scott MTS | Mitchelton-Scott MTS | Mitchelton-Scott MTS |
| -------------------- | -------------------- | -------------------- |
| Num                  | Ciclista             | Pos                  |
| 11                   | Adam Yates (GBR)     | DNF-8                |
| 12                   | Jack Haig (AUS)      | 27.                  |
| 13                   | Damien Howson (AUS)  | 30.                  |
| 14                   | Daryl Impey (RSA)    | 71.                  |
| 15                   | Luka Mezgec (SLO)    | DNF-7                |
| 16                   | Nick Schultz (AUS)   | 59.                  |
| 17                   | Dion Smith (NZL)     | DNF-8                |

| AG2R La Mondiale ALM | AG2R La Mondiale ALM    | AG2R La Mondiale ALM |
| -------------------- | ----------------------- | -------------------- |
| Num                  | Ciclista                | Pos                  |
| 21                   | Romain Bardet (FRA)     | 10.                  |
| 22                   | Mikaël Cherel (FRA)     | 23.                  |
| 23                   | Benoît Cosnefroy (FRA)  | 80.                  |
| 24                   | Alexandre Geniez (FRA)  | DNF-6                |
| 25                   | Alexis Gougeard (FRA)   | DNF-7                |
| 26                   | Oliver Naesen (BEL)     | 50.                  |
| 27                   | Clément Venturini (FRA) | DNF-8                |

| UAE Team Emirates UAD | UAE Team Emirates UAD       | UAE Team Emirates UAD |
| --------------------- | --------------------------- | --------------------- |
| Num                   | Ciclista                    | Pos                   |
| 31                    | Daniel Martin (IRL)         | 8.                    |
| 32                    | Vegard Stake Laengen (NOR)  | 84.                   |
| 33                    | Cristian Camilo Muñoz (COL) | 58.                   |
| 34                    | Simone Petilli (ITA)        | 22.                   |
| 35                    | Edward Ravasi (ITA)         | DNF-8                 |
| 36                    | Rory Sutherland (AUS)       | 97.                   |
| 37                    | Oliviero Troia (ITA)        | DNF-7                 |

| Deceuninck-Quick Step DQT | Deceuninck-Quick Step DQT | Deceuninck-Quick Step DQT |
| ------------------------- | ------------------------- | ------------------------- |
| Num                       | Ciclista                  | Pos                       |
| 41                        | Julian Alaphilippe (FRA)  | 35.                       |
| 42                        | Rémi Cavagna (FRA)        | 74.                       |
| 43                        | Tim Declercq (BEL)        | DNF-2                     |
| 44                        | Philippe Gilbert (BEL)    | 28.                       |
| 45                        | Álvaro Hodeg (COL)        | DNF-7                     |
| 46                        | Zdeněk Štybar (CZE)       | 70.                       |
| 47                        | Petr Vakoč (CZE)          | 76.                       |

| Bora-Hansgrohe BOH | Bora-Hansgrohe BOH        | Bora-Hansgrohe BOH |
| ------------------ | ------------------------- | ------------------ |
| Num                | Ciclista                  | Pos                |
| 51                 | Emanuel Buchmann (GER)    | 3.                 |
| 52                 | Shane Archbold (NZL)      | NP-6               |
| 53                 | Cesare Benedetti (ITA)    | 88.                |
| 54                 | Sam Bennett (IRL)         | 102.               |
| 55                 | Felix Großschartner (AUT) | 53.                |
| 56                 | Gregor Mühlberger (AUT)   | DNF-8              |
| 57                 | Christoph Pfingsten (GER) | 79.                |

| Astana AST | Astana AST               | Astana AST |
| ---------- | ------------------------ | ---------- |
| Num        | Ciclista                 | Pos        |
| 61         | Jakob Fuglsang (DEN)     | 1.         |
| 62         | Davide Ballerini (ITA)   | NP-7       |
| 63         | Hernando Bohórquez (COL) | 67.        |
| 64         | Hugo Houle (CAN)         | 65.        |
| 65         | Gorka Izagirre (ESP)     | 18.        |
| 66         | Alexey Lutsenko (KAZ)    | 7.         |
| 67         | Magnus Cort (DEN)        | 19.        |

| Cofidis, Solutions Crédits COF | Cofidis, Solutions Crédits COF | Cofidis, Solutions Crédits COF |
| ------------------------------ | ------------------------------ | ------------------------------ |
| Num                            | Ciclista                       | Pos                            |
| 71                             | Nacer Bouhanni (FRA)           | DNF-2                          |
| 72                             | Darwin Atapuma (COL)           | NP-8                           |
| 73                             | Natnael Berhane (ERI)          | 81.                            |
| 74                             | Nicolas Edet (FRA)             | 20.                            |
| 75                             | Jesper Hansen (DEN)            | 45.                            |
| 76                             | Stéphane Rossetto (FRA)        | NP-8                           |
| 77                             | Geoffrey Soupe (FRA)           | DNF-2                          |

| Movistar Team MOV | Movistar Team MOV       | Movistar Team MOV |
| ----------------- | ----------------------- | ----------------- |
| Num               | Ciclista                | Pos               |
| 81                | Nairo Quintana (COL)    | 9.                |
| 82                | Imanol Erviti (ESP)     | 89.               |
| 83                | Rubén Fernández (ESP)   | 39.               |
| 84                | Nelson Oliveira (POR)   | DNF-3             |
| 85                | Eduardo Sepúlveda (ARG) | 44.               |
| 86                | Rafa Valls (ESP)        | 48.               |
| 87                | Carlos Verona (ESP)     | 36.               |

| Groupama-FDJ GFC | Groupama-FDJ GFC            | Groupama-FDJ GFC |
| ---------------- | --------------------------- | ---------------- |
| Num              | Ciclista                    | Pos              |
| 91               | Thibaut Pinot (FRA)         | 5.               |
| 92               | William Bonnet (FRA)        | 105.             |
| 93               | David Gaudu (FRA)           | 40.              |
| 94               | Mathieu Ladagnous (FRA)     | 52.              |
| 95               | Rudy Molard (FRA)           | 21.              |
| 96               | Sébastien Reichenbach (SUI) | 15.              |
| 97               | Anthony Roux (FRA)          | 75.              |

| Team Jumbo-Visma TJV | Team Jumbo-Visma TJV    | Team Jumbo-Visma TJV |
| -------------------- | ----------------------- | -------------------- |
| Num                  | Ciclista                | Pos                  |
| 101                  | Steven Kruijswijk (NED) | DNF-8                |
| 102                  | Pascal Eenkhoorn (NED)  | 91.                  |
| 103                  | Lennard Hofstede (NED)  | 55.                  |
| 104                  | Sepp Kuss (USA)         | 26.                  |
| 105                  | Neilson Powless (USA)   | 24.                  |
| 106                  | Wout van Aert (BEL)     | 47.                  |
| 107                  | Maarten Wynants (BEL)   | DNF-2                |

| Trek-Segafredo TFS | Trek-Segafredo TFS   | Trek-Segafredo TFS |
| ------------------ | -------------------- | ------------------ |
| Num                | Ciclista             | Pos                |
| 111                | Richie Porte (AUS)   | 11.                |
| 112                | Julien Bernard (FRA) | 46.                |
| 113                | Koen de Kort (NED)   | 92.                |
| 114                | Niklas Eg (DEN)      | 60.                |
| 115                | Toms Skujiņš (LAT)   | 42.                |
| 116                | Peter Stetina (USA)  | 95.                |
| 117                | Edward Theuns (BEL)  | 90.                |

| EF Education First EF1 | EF Education First EF1    | EF Education First EF1 |
| ---------------------- | ------------------------- | ---------------------- |
| Num                    | Ciclista                  | Pos                    |
| 121                    | Michael Woods (CAN)       | NP-8                   |
| 122                    | Alberto Bettiol (ITA)     | NP-8                   |
| 123                    | Simon Clarke (AUS)        | DNF-8                  |
| 124                    | Logan Owen (USA)          | 73.                    |
| 125                    | Julius van den Berg (NED) | 106.                   |
| 126                    | Tejay van Garderen (USA)  | 2.                     |
| 127                    | James Whelan (AUS)        | 100.                   |

| Katusha-Alpecin TKA | Katusha-Alpecin TKA    | Katusha-Alpecin TKA |
| ------------------- | ---------------------- | ------------------- |
| Num                 | Ciclista               | Pos                 |
| 131                 | Steff Cras (BEL)       | DNF-7               |
| 132                 | Jens Debusschere (BEL) | NP-7                |
| 133                 | Alex Dowsett (GBR)     | 94.                 |
| 134                 | José Gonçalves (POR)   | 57.                 |
| 135                 | Ruben Guerreiro (POR)  | DNF-3               |
| 136                 | Nils Politt (GER)      | 33.                 |
| 137                 | Mads Würtz (DEN)       | NP-7                |

| Lotto-Soudal LTS | Lotto-Soudal LTS         | Lotto-Soudal LTS |
| ---------------- | ------------------------ | ---------------- |
| Num              | Ciclista                 | Pos              |
| 141              | Bjorg Lambrecht (BEL)    | 12.              |
| 142              | Sander Armée (BEL)       | DNF-2            |
| 143              | Carl Fredrik Hagen (NOR) | 31.              |
| 144              | Jens Keukeleire (BEL)    | 72.              |
| 145              | Tomasz Marczyński (POL)  | 87.              |
| 146              | Rémy Mertz (BEL)         | 82.              |
| 147              | Harm Vanhoucke (BEL)     | NP-6             |

| Bahrain-Merida TBM | Bahrain-Merida TBM        | Bahrain-Merida TBM |
| ------------------ | ------------------------- | ------------------ |
| Num                | Ciclista                  | Pos                |
| 151                | Sonny Colbrelli (ITA)     | 68.                |
| 152                | Feng Chun-kai (TPE)       | DNF-2              |
| 153                | Mark Padun (UKR)          | 64.                |
| 154                | Hermann Pernsteiner (AUT) | 16.                |
| 155                | Luka Pibernik (SLO)       | 98.                |
| 156                | Dylan Teuns (BEL)         | 6.                 |
| 157                | Jan Tratnik (SLO)         | 63.                |

| CCC Team CCC | CCC Team CCC               | CCC Team CCC |
| ------------ | -------------------------- | ------------ |
| Num          | Ciclista                   | Pos          |
| 161          | Serge Pauwels (BEL)        | 37.          |
| 162          | Paweł Bernas (POL)         | 54.          |
| 163          | Alessandro De Marchi (ITA) | 38.          |
| 164          | Jonas Koch (GER)           | 56.          |
| 165          | Joey Rosskopf (USA)        | 25.          |
| 166          | Laurens ten Dam (NED)      | 86.          |
| 167          | Riccardo Zoidl (AUT)       | DNF-2        |

| Dimension Data TDD | Dimension Data TDD               | Dimension Data TDD |
| ------------------ | -------------------------------- | ------------------ |
| Num                | Ciclista                         | Pos                |
| 171                | Edvald Boasson Hagen (NOR)       | 43.                |
| 172                | Steve Cummings (GBR)             | DNF-2              |
| 173                | Stefan de Bod (RSA)              | 78.                |
| 174                | Nicholas Dlamini (RSA)           | DNF-2              |
| 175                | Jacques Janse van Rensburg (RSA) | NP-5               |
| 176                | Jacobus Venter (RSA)             | 103.               |
| 177                | Julien Vermote (BEL)             | DNF-8              |

| Vital Concept-B&B Hotels VCB | Vital Concept-B&B Hotels VCB | Vital Concept-B&B Hotels VCB |
| ---------------------------- | ---------------------------- | ---------------------------- |
| Num                          | Ciclista                     | Pos                          |
| 181                          | Pierre Rolland (FRA)         | NP-8                         |
| 182                          | Yoann Bagot (FRA)            | DNF-7                        |
| 183                          | Maxime Cam (FRA)             | DNF-7                        |
| 184                          | Arnaud Courteille (FRA)      | 104.                         |
| 185                          | Cyril Gautier (FRA)          | NP-8                         |
| 186                          | Lorrenzo Manzin (FRA)        | DNF-7                        |
| 187                          | Quentin Pacher (FRA)         | 66.                          |

| Wanty-Gobert WGG | Wanty-Gobert WGG           | Wanty-Gobert WGG |
| ---------------- | -------------------------- | ---------------- |
| Num              | Ciclista                   | Pos              |
| 191              | Guillaume Martin (FRA)     | 17.              |
| 192              | Bart De Clercq (BEL)       | DNF-6            |
| 193              | Thomas Degand (BEL)        | NP-8             |
| 194              | Fabien Doubey (FRA)        | DNF-8            |
| 195              | Odd Christian Eiking (NOR) | DNF-7            |
| 196              | Xandro Meurisse (BEL)      | 14.              |
| 197              | Marco Minnaard (NED)       | 62.              |

| Arkéa-Samsic PCB | Arkéa-Samsic PCB        | Arkéa-Samsic PCB |
| ---------------- | ----------------------- | ---------------- |
| Num              | Ciclista                | Pos              |
| 201              | Warren Barguil (FRA)    | 13.              |
| 202              | Maxime Bouet (FRA)      | 51.              |
| 203              | Anthony Delaplace (FRA) | 69.              |
| 204              | André Greipel (GER)     | NP-7             |
| 205              | Kévin Ledanois (FRA)    | 85.              |
| 206              | Jérémy Maison (FRA)     | 49.              |
| 207              | Florian Vachon (FRA)    | 99.              |

| Team Sunweb SUN | Team Sunweb SUN           | Team Sunweb SUN |
| --------------- | ------------------------- | --------------- |
| Num             | Ciclista                  | Pos             |
| 211             | Tom Dumoulin (NED)        | NP-7            |
| 212             | Johannes Fröhlinger (GER) | 93.             |
| 213             | Joris Nieuwenhuis (NED)   | 77.             |
| 214             | Casper Pedersen (DEN)     | NP-8            |
| 215             | Robert Power (AUS)        | 41.             |
| 216             | Florian Stork (GER)       | 61.             |
| 217             | Martijn Tusveld (NED)     | 83.             |

Convenções:
- AB-N: Abandono na etapa N
- FLT-N: Retiro por chegada fora do limite de tempo na etapa N
- NTS-N: Não tomou a saída para a etapa N
- DÊS-N: Desclassificado ou expulso na etapa N

## UCI World Ranking
O Critérium do Dauphiné outorgou pontos para o UCI World Ranking para corredores das equipas nas categorias UCI World Team, Profissional Continental e Equipas Continentais. As seguintes tabelas mostram o barómetro de pontuação e os 10 corredores que obtiveram mais pontos:
| Posição             | 1.º | 2.º | 3.º | 4.º | 5.º | 6.º | 7.º | 8.º | 9.º | 10.º | 11.º | 12.º | 13.º | 14.º | 15.º | 16.º-20.º | 21.º-30.º | 31.º-50.º | 51.º-55.º | 56.º-60.º |
| Classificação geral | 500 | 400 | 325 | 275 | 225 | 175 | 150 | 125 | 100 | 85   | 70   | 60   | 50   | 40   | 35   | 30        | 20        | 10        | 5         | 3         |
| Por etapa           | 60  | 25  | 10  |     |     |     |     |     |     |      |      |      |      |      |      |           |           |           |           |           |
| Líder               | 10  |     |     |     |     |     |     |     |     |      |      |      |      |      |      |           |           |           |           |           |

| Classificação |                    |                    |       |       |       |       |
| Posição       | Ciclista           | Equipa             | Geral | Etapa | Líder | Total |
| ------------- | ------------------ | ------------------ | ----- | ----- | ----- | ----- |
| 1.º           | Jakob Fuglsang     | Astana             | 500   | 35    | 10    | 545   |
| 2.º           | Tejay van Garderen | EF Education First | 400   | 25    | -     | 425   |
| 3.º           | Emanuel Buchmann   | Bora-Hansgrohe     | 325   | 10    | -     | 335   |
| 4.º           | Wout Poels         | INEOS              | 275   | 60    | -     | 335   |
| 5.º           | Dylan Teuns        | Bahrain Merida     | 175   | 60    | 20    | 255   |
| 6.º           | Thibaut Pinot      | Groupama-FDJ       | 225   | -     | -     | 225   |
| 7.º           | Wout van Aert      | Jumbo-Visma        | 10    | 155   | -     | 165   |
| 8.º           | Alexey Lutsenko    | Astana             | 150   | -     | -     | 150   |
| 9.º           | Daniel Martin      | UAE Emirates       | 125   | -     | -     | 125   |
| 10.º          | Nairo Quintana     | Movistar           | 100   | -     | -     | 100   |